# Naissance en 952
Naissance
- 948
- 949
- 950
- 951
- 952
- 953
- 954
- 955
- 956

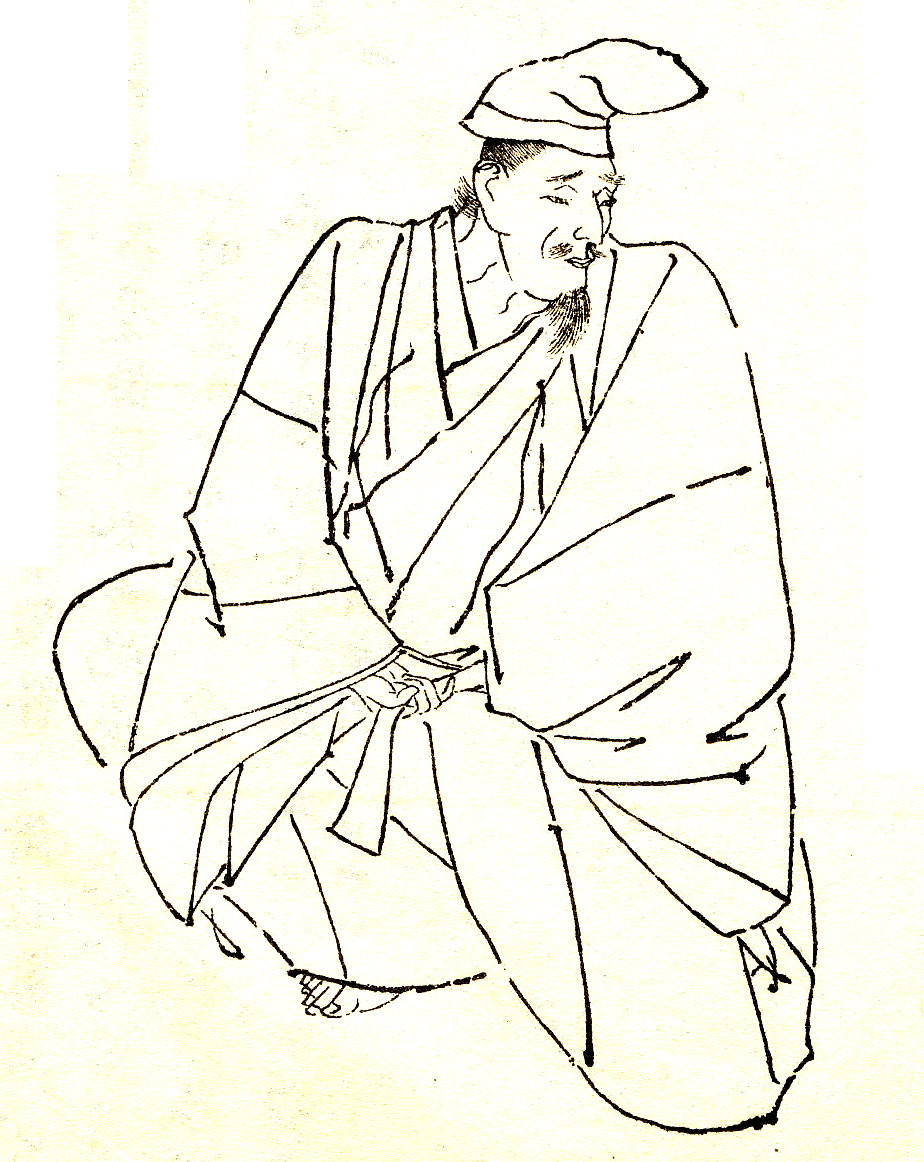
Ōe no Masahira, né en 952.

Cette page dresse une liste de personnalités nées au cours de l'année 952 :
- Adela (en), comtesse d'Hamaland.
- Ōe no Masahira, poète et érudit confucéen japonais du milieu de l'époque de Heian.
- Song (en), impératrice de la dynastie Song, épouse de l'empereur Song Taizu.

date incertaine (vers 952)
- Guillaume II de Marseille, troisième vicomte de Marseille.

## Crédit d'auteurs
- Cet article est partiellement ou en totalité issu de l'article intitulé « 952 » (voir la liste des auteurs).